# Fuldmåne (album)
Fuldmåne er det tredje studiealbum af den danske sanger og sangskriver Joey Moe. Det udkom den 4. april 2011 på Copenhagen Records. Albummet blev genudgivet i en bonus-udgave den 23. august 2011 i forbindelse med Joey Moes medvirken i TV 2-programmet Toppen af Poppen. Den nye udgave indeholder tre numre fra sangerens forrige album, Grib natten (2010) samt "Dybt vand" i en duet med sangerinden Nadia Malm.
Den 5. december 2011 blev albummet genudgivet med titlen Fuldmåne 2.0 på disco:wax. Albummet består af to CD'er, hvoraf den ene indeholder det oprindelige album med nye numre, mens den anden CD indeholder Joey Moes fortolkninger fra Toppen af Poppen.
I midten af marts 2012 modtog albummet platin for 20.000 solgte eksemplarer. Albummet har affødt top 10-hittene "Skakmat" og "Dobbeltslag", der begge har modtaget guld for 15.000 downloads.

## Singler
"Skakmat" udkom som albummets første single den 14. februar 2011. Singlen gik ind som #8 på hitlisten, og modtog guld for 15.000 downloads i november 2011. Den 13. maj 2011 udkom andensinglen "Banger til min banger", der er et samarbejde med dj'en Morten Breum. Singlen opnåede en beskeden placering som #36 på hitlisten.
Tredje single, "Dobbeltslag" udkom den 5. august 2011. Sangen sampler Scatman Johns 1994 hit "Scatman (Ski-Ba-Bop-Ba-Dop-Bop)". Singlen debuterede som #4 på hitlisten, og modtog i december 2011 guld.
I forbindelse med udgivelsen af Fuldmåne 2.0, udkom "Gadedreng" som fjerde single den 19. december  2011.

## Spor
| #   | Titel                                             | Sangskriver(e)                                      | Producer(e)                                    | Længde |
| --- | ------------------------------------------------- | --------------------------------------------------- | ---------------------------------------------- | ------ |
| 1.  | "Intro"                                           | Joey Moe                                            | Joey Moe                                       | 1:39   |
| 2.  | "Dobbeltslag"                                     | Moe, Antonio Catania, John Larkin                   | Rune Braager, Joey Moe                         | 3:20   |
| 3.  | "Skakmat"                                         | Moe, Rune Braager, Casper Lindstad                  | Rune Braager                                   | 3:48   |
| 4.  | "Er du derude" (featuring Nik & Jay)              | Moe, Jesper Green, Nik & Jay                        | Joey Moe                                       | 3:31   |
| 5.  | "Kropssprog"                                      | Moe                                                 | Joey Moe                                       | 3:04   |
| 6.  | "Skål!" (featuring Danmark)                       | Moe                                                 | Joey Moe                                       | 3:29   |
| 7.  | "Drømmer"                                         | Moe                                                 | Joey Moe                                       | 3:42   |
| 8.  | "Når godt ikk' er godt nok"                       | Moe                                                 | Rune Braager                                   | 3:17   |
| 9.  | "Banger til min banger" (featuring Morten Breum)  | Moe, Klaus Christensen, Morten Breum                | Joey Moe, Klaus Christensen, Morten Breum      | 3:13   |
| 10. | "Lighters Up" (Chriz featuring Joey Moe og Jinks) | Jinks, Moe, Chriz, Alexander Grandjean, Emil Towity | Chriz, Alexander Grandjean, Emil Towity, Klein | 3:24   |
| 11. | "Månelys månelyd (Så han vågner)"                 | Moe, Xander Linnet                                  | Joey Moe                                       | 1:18   |
| 12. | "Put de hjerter op" (featuring Lupe Moe)          | Moe                                                 | Rune Braager, Joey Moe                         | 3:48   |

| 1.  | "Skakmat"                                                            | 3:48 |
| 2.  | "Dobbeltslag"                                                        | 3:20 |
| 3.  | "Er du derude" (featuring Nik & Jay)                                 | 3:31 |
| 4.  | "Månelys månelyd (Så han vågner)"                                    | 1:18 |
| 5.  | "Put de hjerter op" (featuring Lupe Moe)                             | 3:48 |
| 6.  | "Kropssprog"                                                         | 3:04 |
| 7.  | "Når godt ikk' er godt nok"                                          | 3:17 |
| 8.  | "Drømmer"                                                            | 3:42 |
| 9.  | "Dybt vand" (Svenstrup & Vendelboe featuring Nadia Malm og Joey Moe) | 3:29 |
| 10. | "Kalder, kalder"                                                     | 3:29 |
| 11. | "Du' en éner"                                                        | 3:29 |
| 12. | "Livet er et dansegulv" (featuring Burhan G)                         | 3:25 |
| 13. | "Lighters Up" (Chriz featuring Joey Moe og Jinks)                    | 3:24 |
| 14. | "Banger til min banger" (featuring Morten Breum)                     | 3:13 |

### Fuldmåne 2.0
| 1.  | "Gadedreng"                                                          | Joey Moe                                            | Alex Ambrose                                   | 3:24 |
| 2.  | "Dobbeltslag"                                                        | Moe, Antonio Catania, John Larkin                   | Rune Braager, Joey Moe                         | 3:20 |
| 3.  | "Skakmat" (featuring Nik & Jay)                                      | Moe, Rune Braager, Casper Lindstad                  | Rune Braager                                   | 3:47 |
| 4.  | "Er du derude" (featuring Nik & Jay)                                 | Moe, Jesper Green, Nik & Jay                        | Joey Moe                                       | 3:30 |
| 5.  | "Du' en éner"                                                        | Moe, Jon & Jules                                    | Jon & Jules                                    | 3:21 |
| 6.  | "Den dag vi blev hinandens"                                          | Moe                                                 | Joey Moe                                       | 3:29 |
| 7.  | "Når godt ikke er godt nok"                                          | Moe                                                 | Rune Braager                                   | 3:17 |
| 8.  | "Månelys månelyd (Så han vågner)"                                    | Moe, Xander Linnet                                  | Joey Moe                                       | 1:18 |
| 9.  | "Put de hjerter op" (featuring Lupe Moe)                             | Moe                                                 | Rune Braager, Joey Moe                         | 3:46 |
| 10. | "Der hvor du vil ha' mig"                                            | Moe                                                 | Alex Ambrose                                   | 3:48 |
| 11. | "Kalder kalder"                                                      | Moe, Nik & Jay, Puma                                | Puma                                           | 3:50 |
| 12. | "Livet er et dansegulv" (featuring Burhan G)                         | Moe, Jinks, Puma                                    | Puma, Joey Moe, Jinks                          | 3:22 |
| 13. | "Kropssprog"                                                         | Moe                                                 | Joey Moe                                       | 3:03 |
| 14. | "Skål" (featuring Danmark)                                           | Moe                                                 | Joey Moe                                       | 3:27 |
| 15. | "Drømmer"                                                            | Moe                                                 | Joey Moe                                       | 3:40 |
| 16. | "Dybt vand" (Svenstrup & Vendelboe featuring Nadia Malm og Joey Moe) | Kasper Svenstrup, Thomas Vendelboe, Engelina Adrina | Svenstrup & Vendelboe                          | 4:06 |
| 17. | "Banger til min banger" (featuring Morten Breum)                     | Moe, Klaus Christensen, Morten Breum                | Joey Moe, Klaus Christensen, Morten Breum      | 3:13 |
| 18. | "Lighters Up" (Chriz featuring Joey Moe og Jinks)                    | Jinks, Moe, Chriz, Alexander Grandjean, Emil Towity | Chriz, Alexander Grandjean, Emil Towity, Klein | 3:24 |
| 19. | "På min gravsten" (Alex featuring Joey Moe)                          | Alex Ambrose, Joey Moe                              | Alex Ambrose                                   | 3:43 |

| 1. | "Inderst Inde (Part 2)" | Uno Svenningsson, Søs Fenger, Joey Moe             | 3:12 |
| 2. | "Walk Right Back"       | Jørgen Olsen                                       | 2:38 |
| 3. | "Venus"                 | Anne Linnet                                        | 2:34 |
| 4. | "Fra kæreste til grin"  | Rasmus Nøhr                                        | 2:46 |
| 5. | "Whenever You Need Me"  | Paw Lagermann, Lina Rafn, Adam Powers              | 2:39 |
| 6. | "Cand. Mag. Fugl Fønix" | Philip Paridon Halloun, Frederik Thaae, Sys Bjerre | 2:39 |
| 7. | "Dobbeltslag"           | Joey Moe, Antonio Catania, John Larkin             | 3:28 |